# Alfredo Dalton
Alfredo Dalton (Buenos Aires, Argentina, 18 de noviembre de 1929 – 5 de mayo de 1998), cuyo nombre completo era Alfredo Ernesto Dalton y usaba como letrista el seudónimo de Ernesto Paredes, fue un cantor y letrista dedicado al género del tango que se desempeñó, entre otras, en las orquestas de Miguel Caló y Ernesto Rossi, además de sus presentaciones como solista.

## Actividad profesional
Nació en el barrio de Flores y comenzó a cantar con su padre en fiestas y serenatas hasta que lo contrató Radio Belgrano. Estuvo en la emisora un par de meses y, estimulado por el guitarrista Ubaldo de Lío que lo había escuchado cantar, en 1953 se anotó en un concurso auspiciado por Radio Splendid y la empresa Suchard SA de golosinas logrando el primer premio con el tango Una canción de Aníbal Troilo y Cátulo Castillo.
Al año siguiente se incorporó al elenco de esta radioemisora, para actuar acompañado por guitarras y debutó en el disco para el sello TK. Tales actuaciones, agregadas a su agradable apariencia hacen que sea contratado para actuar en el Teatro Comedia y en la película Adiós muchachos’, en la que tiene, entre otros compañeros, al actor Pepe Soriano y al pianista Juancito Díaz. Entre las interpretaciones que realizó en el filme estaban el vals Nelly y los tangos No me pregunten por qué y Rencor. En 1956 registró con las guitarras de De Lío un nuevo disco y se incorporó a la orquesta de Miguel Caló, con quien grabó en cuatro oportunidades, además de actuar por Radio El Mundo y en diversos escenarios junto a la cantante Chola Luna.
Cuando en 1958 Ernesto Rossi Tití formó su propio conjunto después de haber sido arreglista de Héctor Varela, lo contrató para cantar junto a Luis Correa. Debutan en Radio El Mundo y actúan en confiterías como La Armonía de la avenida Corrientes, la Richmond de Esmeralda y la Novel, en locales de baile como el Palacio Güemes, Salón La Argentina, cabaré Marabú y en Radio Belgrano y  en giras por el interior del país.
Dalton se largó como solista y realizó una gira por Brasil y al regresar se incorporó en 1961 por breve tiempo a la  orquesta de Francisco Rotundo con quien está muy poco tiempo. Siguieron una gira por la Patagonia, acompañado por el quinteto de Minotto Di Cicco y otra por las provincias de Córdoba y San Juan, con las guitarras de José Canet. Actuó por Canal 13 de televisión en el programa Yo soy porteño que tenía como protagonistas a Bárbara Mujica, Marilina Ross y Pepe Soriano. Después, en 1968, nuevas actuaciones en Brasil y, al regreso, trabajó en locales de tango como El Rincón de los Artistas y Vos Tango, entre otros.
Alfredo Dalton falleció el 5 de mayo de 1998.

## Labor como compositor
Escribió, entre otras composiciones, las letras de Andate con ella con música de Norberto Ramos, A seguirla bandoneón con la de Víctor D'Amario, No habrá otra como ella que musicalizó Ernesto Baffa y Y dicen que no es amor con música y letra del mismo Dalton.